# Gotha Go 242
Il Gotha Go 242 era un aliante da trasporto tattico ad ala alta prodotto dall'azienda tedesca Gothaer Waggonfabrik negli anni quaranta. Caratterizzato da una configurazione a doppia trave di coda che consentiva di alzare la parte posteriore della fusoliera, incernierata verso l'alto, per le operazioni di carico e scarico, venne utilizzato dalla Luftwaffe durante la seconda guerra mondiale.
Del Go 242 verrà realizzata anche una variante equipaggiata con due motori posizionati sul bordo d'attacco alare, il Go 244.

## Storia del progetto
Dopo il successo del DFS 230, che confermò, nel 1940, la validità dell'utilizzo dell'aliante da trasporto tattico in Belgio durante le operazioni che portarono alla conquista del Forte di Eben-Emael, il Reichsluftfahrtministerium (RLM) (Ministero dell'Aria della Germania nazista) emise una specifica in cui si richiedeva la fornitura di un nuovo modello di aliante da trasporto che fosse in grado di trasportare una maggiore quantità di equipaggiamenti tattici, tra cui un mezzo leggero come la Kübelwagen, o un maggior numero di truppe aviotrasportate.

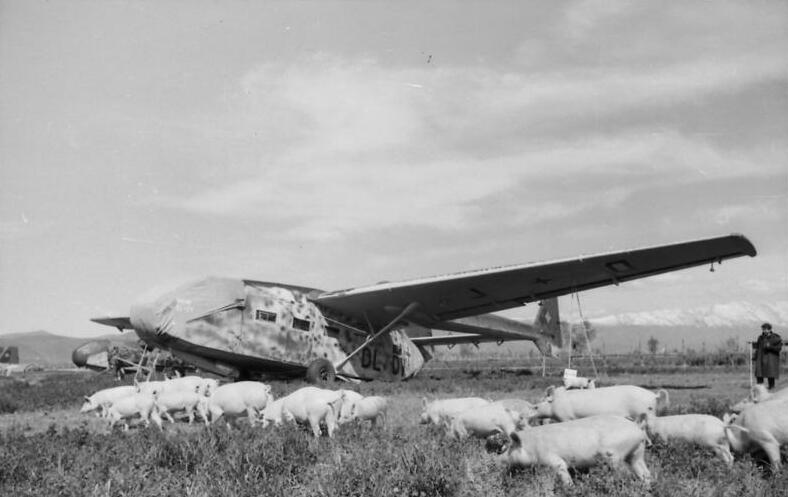
Un Go 242 a terra a Grosseto, 1943.

Per rispondere alla richiesta la Gothaer Waggonfabrik affidò al suo capo progettista Albert Kalkert lo sviluppo di un nuovo modello atto a soddisfare le caratteristiche richieste. Kalkert disegnò un velivolo che rispondesse alle esigenze di semplicità di costruzione e che potesse essere realizzato con il minor utilizzo di materiali strategici possibile. Per fare questo ricorse alla classica costruzione mista, che vedeva una struttura portante realizzata in tubi d'acciaio saldati ricoperta di tela e strutture alari e di governo in legno. La necessità di poter caricare un mezzo leggero indusse a realizzare una fusoliera con la parte posteriore incernierata verso l'alto ed una configurazione a doppia trave di coda per facilitare le operazioni di carico e scarico.
In breve tempo si passò dal disegno ai primi due prototipi, designati come da convenzione RLM Go 242 V1 e Go 242 V2, i quali vennero portati in volo per la prima volta nella primavera 1941. Le buone caratteristiche di base invitarono a realizzarne 12 esemplari di preserie (Go 242 A-0) che differivano dai prototipi solo per poche modifiche minori, e quindi venne avviata la produzione in serie.

## Tecnica

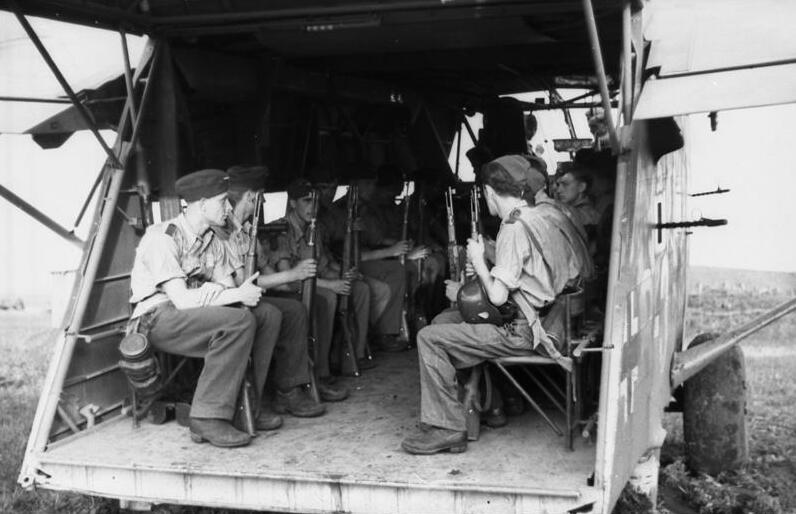
Soldati seduti nella parte posteriore della fusoliera, aperta. Si notino le due mitragliatrici difensive MG 15 posizionate sui finestrini del lato destro. Russia, 1943.

Il Go 242 era un aliante da trasporto militare realizzato in tecnica mista e caratterizzato dalla configurazione ad ala alta e doppia trave di coda. Sviluppato nelle due versioni principali, A-1 da trasporto merci e A-2 per il trasporto di soldati, nella sua evoluzione venne dotato di un carrello d'atterraggio ruotato in luogo dei semplici pattini con cui erano equipaggiati i primi esemplari.
La fusoliera, di sezione rettangolare, era realizzata con struttura in tubi d'acciaio saldati ricoperta in tela verniciata. Presentava la cabina di guida posizionata sulla parte anteriore, dotata di ampia finestratura, con due posti affiancati per pilota e copilota, ed una sezione posteriore destinata al carico. Sui lati erano presenti una serie di finestrini e, su quello sinistro, una porta d'accesso. Posteriormente la struttura poteva essere sollevata grazie ad una cerniera posizionata sulla parte superiore e che consentiva di effettuare le operazioni di carico e scarico. La parte della struttura sollevabile terminava rastremandosi in un finestrino.
L'ala, posizionata alta, era controventata tramite un montante obliquo che la collegava alla parte inferiore della fusoliera. Realizzata con struttura in legno era ricoperta da pannelli di compensato e tela.
L'impennaggio era costituito dalle due travi di coda che collegavano l'ala agli elementi verticali collegati tra loro da un unico piano orizzontale.
I dispositivi di atterraggio dei primi esemplari erano costituiti da un semplice pattino in linea che si estendeva sotto la fusoliera nelle fasi di decollo ed atterraggio, integrato nei primi esemplari di serie anche da un gancio che fungeva da freno e limitava la distanza necessaria per l'arresto. Questo semplice dispositivo, comune a molti alianti dell'epoca, venne presto sostituito con un carrello d'atterraggio classico, fisso, dotato di ruote. Alcuni esemplari destinati ad essere usati sul fronte orientale vennero equipaggiati con sci.

## Utilizzatori
Germania
- Luftwaffe